# Mignet HM-380
Le HM-380 est un appareil (ULM) biplace étudié par Henri Mignet en 1957, contrairement au HM-360 qui est monoplace.

## Photos

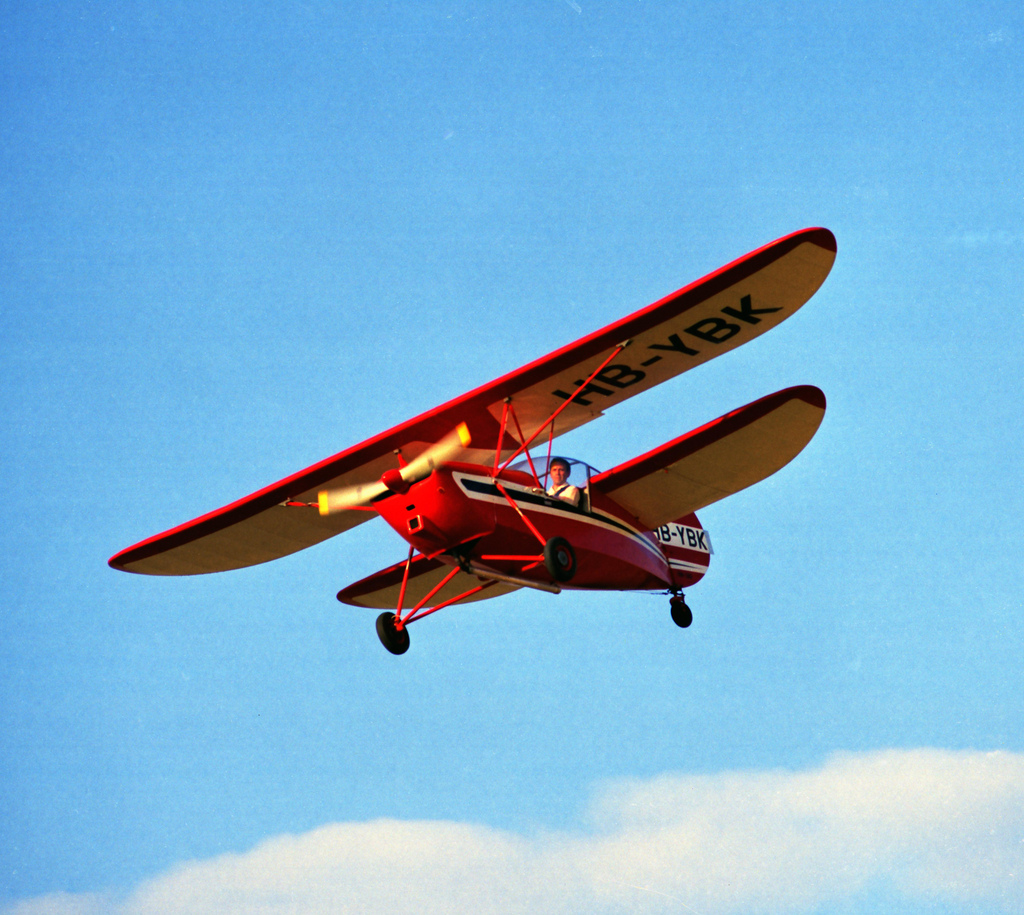
Modèle HM-380 (2 places)
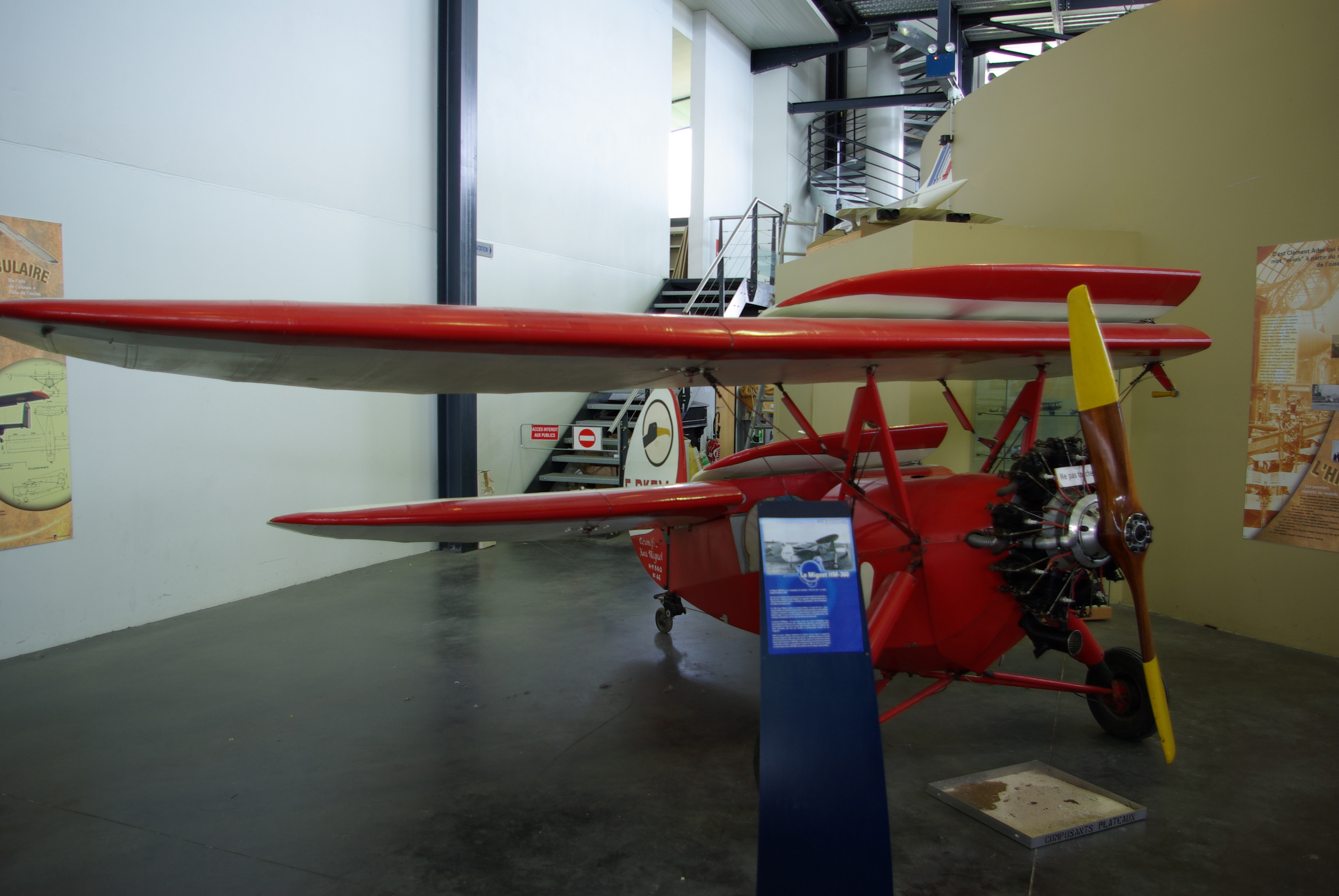
Modèle HM-360 (monoplace)